# Cantonul Saint-Fulgent
Cantonul Saint-Fulgent este un canton din arondismentul La Roche-sur-Yon, departamentul Vendée, regiunea Pays de la Loire, Franța.

## Comune
- Bazoges-en-Paillers
- Les Brouzils
- Chauché
- Chavagnes-en-Paillers
- La Copechagnière
- La Rabatelière
- Saint-André-Goule-d'Oie
- Saint-Fulgent (reședință)